# 田村敏和
田村 敏和（たむら としかず、1957年（昭和32年）3月4日 - ）は、日本の政治家。石川県白山市長（1期）。

## 来歴
石川県金沢市出身。金沢大学教育学部卒業。白山市内の中学校校長や市教育センター所長などを務め、2021年4月白山市教育長に就任。
2023年3月6日白山市長山田憲昭は市役所内で転倒により脳挫傷、3月10日に死去した。市選挙管理委員会は後任を決める市長選挙を統一地方選挙の臨時特例法に基づき、第20回統一地方選挙後半戦となる4月16日に告示、同月23日に投開票することを決定した。4月2日白山市議会の候補者選考委員会は市教育長の田村敏和を擁立。これを受け、自民党白山市連合支部は役員会で田村への推薦を決定。田村は「山田市政をしっかりと継承したい」と出馬に意欲を示した。このほか公明、国民民主、社民の各党の支援も受けることになった。4日正式に出馬表明した。白山市長選挙には田村のほか元石川県議会議長と元金沢工業大学教授の2人も立候補し、3人の争いになった。
4月23日の投票では2人を破って初当選した。同日、市長に就任した。